# Дебай
Деба́й (русское обозначение: Д; международное: D) — внесистемная единица измерения электрического дипольного момента (ЭДМ) молекул.
Единица измерения названа в честь физика П. Дебая.
1 дебай равен 10−18 единиц СГС электрического дипольного момента, или 10−10 ЭДМ системы из двух разноимённых зарядов по 1 статкулону (франклину), разнесённых на 1 ангстрем, или приблизительно 0,20822678 e·Å.
1 Д = (1/299792458)·10−21 (точно) Кл·м ≈ 3,33564095·10−30 Кл·м. Знаменатель дроби численно равен скорости света в вакууме, выраженной в м/с.
Размер единицы выбран так потому, что большинство полярных молекул имеет дипольный момент порядка 1 дебая. Применяется в физической химии, атомной и молекулярной физике.